# Djuena Tikuna
Denizia Araújo Peres, mais conhecida por seu nome indígena Djuena Tikuna (Aldeia Umariaçu II, Terra Indígena Tukuna,Tabatinga, 1984), é uma das maiores referências em música indígena no país. Cantora indígena do Amazonas e primeira jornalista indígena formada no estado, em 2017 tornou-se a primeira indígena a realizar um espetáculo musical no Teatro Amazonas, em Manaus, nos 121 anos de existência do local, onde lançou o álbum Tchautchiüãne. Realizou também a primeira Mostra de Música Indígena - WIYAE do seu estado. Todas as suas composições são cantadas no idioma Tikuna, nome da sua língua materna e, também de seu povo, que habita o Alto Rio Solimões, na tríplice fronteira entre Brasil, Peru e Colômbia.

## Percurso
Djuena (A onça que pula no rio) é filha de Nutchametüku e Totchimaüna, nasceu no Alto Solimões, na fronteira do Brasil com o Peru e a Colômbia, na aldeia Umariaçu II. É formada em jornalismo pelo Centro Universitário do Norte. Em 2017, a artista tornou-se a primeira indígena a produzir e protagonizar um espetáculo musical no Teatro Amazonas, em mais de 120 anos de existência do local, onde lançou o álbum Tchautchiüãne, indicado ao Indigenous Music Awards, a maior premiação da música indígena mundial.
Em 2016, Djuena cantou o Hino Nacional Brasileiro em língua Tikuna na abertura dos Jogos Olímpicos, no Rio de Janeiro.
Djuena Tikuna é a primeira jornalista indígena formada no Amazonas, e também documentarista, com o olhar voltado para a musicalidade dos povos originários. Como produtora cultural, realizou no ano de 2018 a primeira Mostra de Música Indígena – WIYAE, demarcando a cultura indígena no estado do Amazonas, e produziu um documentário sobre o evento. Em 2018, realizou uma série de concertos em São Paulo, a convite de Magda Pucci, cantora e pesquisadora de música indígena. Apresentou-se em salas como o Sesc Taubaté, Sesc 24 de Maio e Estúdio Mawaca.
No ano seguinte, em 2019, Djuena Tikuna tornou-se uma das vozes do Sonora Brasil, um projeto que tem como objetivo levar a música de grupos de mulheres e povos originários em turnê por todo o Brasil, possibilitando o contato com a qualidade e diversidade da música brasileira, incentivando novos hábitos de apreciação musical e levando a música para fora dos grandes centros urbanos. O Sonora Brasil é o maior projeto de circulação nacional promovido pelo Sesc. Nesse mesmo ano a artista ainda lançou seu segundo trabalho autoral “Wiyaegü”, com o qual realizou uma turnê na Europa, nas cidades de Paris, Amsterdã, Bruxelas e Viena, onde divulgou a musicalidade indígena através de shows, oficinas culturais e palestras. No seu retorno para o Brasil, participou do primeiro festival de música indígena do Brasil, o YBY Festival, em São Paulo, ao lado de outros artistas e agentes culturais da comunidade indígena.
Durante a pandemia de COVID-19, a artista se conectou à diversas atividades e campanhas para contribuir com as famílias indígenas em situação de vulnerabilidade em virtude do isolamento social. Em agosto de 2022, lançou no palco do Teatro Amazonas a obra Torü Wiyaegü, composta por um livro, um álbum e um curta-metragem.
Em março de 2023, Djuena Tikuna fez parte do concerto “We are the Forest”, realizado no Teatro Amazonas, ao lado da orquestra do Massachusetts Institute of Technology, dos Estados Unidos. O mesmo concerto se repetiu nos EUA no mês seguinte.
Em abril de 2023, ao lado da Orquestra Sinfônica do Conservatório de Tatuí sob a regência do maestro Emanuele Baldini, Djuena realizou duas apresentações em São Paulo, a primeira no dia 19, Dia dos Povos Indígenas, no Teatro Procópio Ferreira, e a segunda no dia 23, na Sala São Paulo. No mesmo mês, ela interpretou, a capella, o Hino Nacional Brasileiro em língua Tikuna no Congresso Nacional, em Brasília, durante sessão em homenagem ao 19.º Acampamento Terra Livre, principal evento anual do calendário de lutas do movimento indígena, que acontece na Esplanada dos Ministérios.
"A mensagem que precisamos passar como mulheres indígenas e artistas é que precisamos nos unir mais para lutar por nossos direitos. Somos diversos, mas não somos diferentes. E quanto mais nos atacarem, mais continuaremos de pé", disse em entrevista ao El País em 2017.

## Reconhecimentos e Prêmios
Em 2018, foi a primeira artista oriunda da Amazônia brasileira a ser nomeada para o Indigenous Music Awards, na categoria de Melhor Artista Indígena Internacional, pelo álbum Tchautchiüãne. O prêmio pretende distinguir artistas indígenas de todo o mundo e realiza-se anualmente na cidade de Winnipeg, no Canadá.
Em 2021, a artista recebeu o Prêmio Grão de Música, representando a música indígena.

## Discografia
- 2017.Tchautchiüãne. Direção geral: Djuena Tikuna e Diego Janatã. Gravação: José Maria Medeiros (Estúdio 301). Manaus-AM. 1 CD (57 min)
- 2019. Wiyaegü. Direção geral: Djuena Tikuna e Diego Janatã. Gravação: José Maria Medeiros (Estúdio 301). Manaus-AM. 1 CD (60 min)
- 2022. Torü Wiyaegü. Direção geral: Djuena Tikuna e Diego Janatã. Gravação: José Maria Medeiros (Estúdio 301). Manaus-AM. Gravação: Guildy Blan (Ubatec Music). Tabatinga - AM // Gravação Mr. Adnon (Casa Loca Studio). São Luís - MA. Streaming (80 min)